# Drepturi de autor în România
Acest îndrumar cuprinde detalii legate de evoluția în timp a legislației din România privitoare la drepturile de autor. Contribuitorii vor putea astfel deduce dacă termenul de protejare a unei opere date a expirat sau nu. Pentru aceasta este nevoie de informații precum: data publicării operei, data morții autorului, detalii despre moștenitorii acestuia etc.
De notat că toate perioadele de protecție curg de la 1 ianuarie al anului următor datei de referință (data morții autorului sau data aducerii la cunoștința publicului, după caz).

## Legislație

### Legea presei din 13 aprilie 1862
Această lege, promulgată de Alexandru Ioan Cuza, fixa dreptul de a transmite exploatarea operei prin moștenire pe o perioadă de 10 ani de la moartea autorului. Această lege este prea veche ca să mai producă efecte juridice.

### Legea nr. 126 din 28 iunie 1923 asupra proprietății literare și artistice
Textul legii: http://www.orda.ro/fisiere/legi/legea%20126%20%20din%201923.pdf Arhivat în 28 august 2017, la Wayback Machine.
Această lege fixa data trecerii operei în domeniul public la 30 de ani de la moartea autorului.
Prevederile acestei legi au fost modificate:
- prin Legea privind contractul de editură și dreptul de autor asupra operelor literare, la 24 iulie 1946, parțial abrogată prin Decretul nr. 16 din 14 ianuarie 1949 – „Decret privind difuzarea și editarea cărții”;[1]
- prin Decretul nr. 19/1951 privind dreptul de autor asupra operelor literale susceptibile de a fi tipărite, decret care a suferit o modificare în ianuarie 1952 prin Decretul nr. 428/1952.[2]

Modificările n-au afectat perioadele.

### Decretul nr. 321 din 18 iunie 1956 privind dreptul de autor
Textul legii: http://legislatie.just.ro/Public/DetaliiDocument/106
Acest decret, a abrogat toate legislațiile anterioare, dar nu a anulat efectele de trecere în domeniul public produse de ele.
Decretul prevede la art. 7 trei excepții. Acestea instituie termenele de folosință a drepturilor patrimoniale:
- a) pe termen de 20 ani de la apariția operei cu privire la autorii care alcătuiesc enciclopedii, dicționare și culegeri;
- b) pe termen de 10 ani de la apariție cu privire la autorul unei serii de fotografii artistice;
- c) pe termen de 5 ani de la apariție cu privire la autorul de fotografii artistice separate.

Pentru restul cazurilor, decretul prevede că autorul se bucură de drepturile de autor pe durata vieții lui (art. 2). 
Prin acest decret nu era permis ca dreptul de autor să fie înstrăinat (cesionat) prin acte între vii. El se transmitea în cazul morții autorului către moștenitori, în măsura prevăzută de lege. Exercițiul drepturilor patrimoniale de autor putea fi cedat, însă numai pe timp limitat. După moartea autorului, de drepturile de autor se bucură (art. 6):
- a) soțul si ascendenții (părinții) autorului, pe tot timpul vieții fiecăruia;
- b) descendenții lui (copiii și urmașii lor), pe timp de 50 ani (nn. de la moartea autorului);
- c) ceilalți moștenitori (frați, surori, unchi, mătuși, veri, verișoare, moștenitori testamentari) pe timp de 15 ani (nn. de la moartea autorului), fără ca în acest caz dreptul să se poată transmite din nou prin moștenire.

Pentru persoanele juridice, termenul de protecție a fost fixat la 50 ani de la apariție.
Prin „apariție” se înțelege orice mod de aducere la cunoștința publicului a operei. Practic, deoarece în acea perioadă forma electronică încă nu era dezvoltată, prin publicare în cărți, reviste, ziare, prezentare în expoziții, evenimente culturale, radiodifuziune și televiziune.
Decretul a fost modificat prin:
- Decretul nr. 358 din 3 august 1957 și Decretul nr. 1172 din 30 decembrie 1968.[4] Acestea nu au modificat termenele.

Acest decret a rămas în vigoare până în 23 iunie 1996 inclusiv, iar unele prevederi chiar până în 29 iulie 2004 inclusiv.

### Legea nr. 8 din 1996 privind dreptul de autor și drepturile conexe
Textul legii: http://legislatie.just.ro/Public/DetaliiDocument/7816
Această lege a abrogat Decretul 321/1956 și este în vigoare, ea producând efecte din 24 iunie 1996.
Legea 8/1996 fixează termenele de protecție ale drepturilor de autor în conformitate cu legislația UE, adică la:
- 70 de ani de la aducerea la cunoștința publică a operelor colective (art. 28) sau a operelor publicate fără indicarea autorului sau a celor publicate sub pseudonim iar autorul nu a fost identificat în cei 70 de ani de la publicare (art. 26 (1));
- 70 de ani de la moartea autorului indiferent când a fost adusă opera la cunoștința publică (art. 25).
- 25 de ani de la aducerea la cunoștința publică a operelor postume, a căror durată de protecție de 70 de ani de la moartea autorului a expirat.

Legea a fost modificată prin Legea nr. 285/2004, Ordonanța de Urgență 123/2005 și Legea 329/2006, fără a fi modificate termenele.
Prelungirea perioadei de protecție
Legea 8/1996 nu a instituit protejarea retroactivă a drepturilor de autor a căror durată de protecție expirase, și nici nu a restabilit protejarea drepturilor de autor pe eventualul rest de timp conform noilor termene, ci doar a prelungit durata protejării la cele pentru care nu au expirat termenele de protecție calculate conform procedurilor legislației anterioare până la termenele actuale (art. 149 (3)).
Textul inițial al legii a fost formulat ambiguu (lipsea particula „nu” susmenționată). Se pare că formularea inițială intenționa să restabilească protecția - lucru care s-a dovedit imposibil. Ca urmare s-a avansat ideea că lipsa particulei „nu” a fost o greșeală de tipar, și că sensul este cel din forma actuală a legii. În acest sens, aplicarea art. 149 (3) se poate face doar de la data intrării în vigoare a prevederilor Legii 285/2005 care a făcut corecția, adică din 30 iulie 2004, deși unii juriști consideră că sensul legii era clar încă din forma inițială, deci că s-ar aplica din 24 iunie 1996.

### Tabel sintetic
|  | Data              | Opera | Observații                                                                                         |
|  | ----------------- | --- | -------------------------------------------------------------------------------------------------- |
|  | 31 decembrie 1925 | Opere ale autorilor decedați până la această dată, inclusiv.                                                                                   | 30 de ani înainte de intrarea în vigoare a D321/1956                                               |
|  | 31 decembrie 1945 | Opere ale autorilor decedați până la această dată, inclusiv, care au moștenitori direcți.                                                      | 50 de ani înainte de intrarea în vigoare a L8/1996                                                 |
|  | 31 decembrie 1954 | Opere ale autorilor decedați până la această dată, inclusiv și au fost aduse la cunoștința publicului până în data de 6 august 2000, inclusiv. | 70 de ani înainte de data curentă și 25 de ani înainte de data curentă pentru opere postume.       |
|  | 31 decembrie 1953 | Opere ale autorilor decedați până la această dată, inclusiv, care au moștenitori direcți.                                                      | 50 de ani înainte de intrarea în vigoare a L285/2004                                               |
|  | 31 decembrie 1975 | Enciclopedii, dicționare și culegeri publicate până la această dată, inclusiv.                                                                 | 20 de ani înainte de intrarea în vigoare a L8/1996                                                 |
|  | 31 decembrie 1980 | Opere ale autorilor decedați până la această dată, inclusiv, care au doar moștenitori colaterali sau testamentari.                             | 15 de ani înainte de intrarea în vigoare a L8/1996                                                 |
|  | 31 decembrie 1983 | Enciclopedii, dicționare și culegeri publicate până la această dată, inclusiv.                                                                 | 20 de ani înainte de intrarea în vigoare a L285/2004                                               |
|  | 31 decembrie 1985 | Serii de fotografii artistice publicate până la această dată, inclusiv.                                                                        | 10 ani înainte de intrarea în vigoare a L8/1996                                                    |
|  | 31 decembrie 1988 | Opere ale autorilor decedați până la această dată, inclusiv, care au doar moștenitori colaterali sau testamentari.                             | 15 de ani înainte de intrarea în vigoare a L285/2004                                               |
|  | 31 decembrie 1990 | Fotografii artistice individuale publicate până la această dată, inclusiv.                                                                     | 5 ani înainte de intrarea în vigoare a L8/1996                                                     |
|  | 31 decembrie 1993 | Serii de fotografii artistice publicate până la această dată, inclusiv.                                                                        | 10 ani înainte de intrarea în vigoare a L285/2004                                                  |
|  | 31 decembrie 1995 | Fotografii artistice individuale publicate până la această dată, inclusiv.                                                                     | Înainte de intrarea în vigoare a L8/1996 și peste 5 ani înainte de intrarea în vigoare a L285/2004 |

|  | Sigur în domeniul public, neinterpretabil. |
|  | În domeniul public, interpretabil.         |

## Revista presei
La data de 4 noiembrie 2005, Consiliul de Onoare al Clubului Român de Presă (CRP), a remis un comunicat prin care „solicită deținătorilor paginilor de Internet care preiau articole și știri din edițiile electronice ale ziarelor și agențiilor de presă sfidând reglementările dreptului de autor, să înceteze încălcarea legislației în vigoare".
Consiliul de Onoare consideră că preluarea fără cost a unor materiale de presa se poate realiza doar în limita a 500 de semne, dar fără a depăși jumătate din articolul sau știrea în cauză, asigurându-se astfel atât libera circulație a informației, cât și caracterul de "revistă a presei" susținut de paginile de internet în cauză.
În mod obligatoriu, în aceste cazuri, trebuie citată sursa informației.